# Йелл (пролив)
Йелл (англ. Yell Sound) — пролив между островами Йелл и Мейнленд в северной части архипелага Шетландских островов.

## География

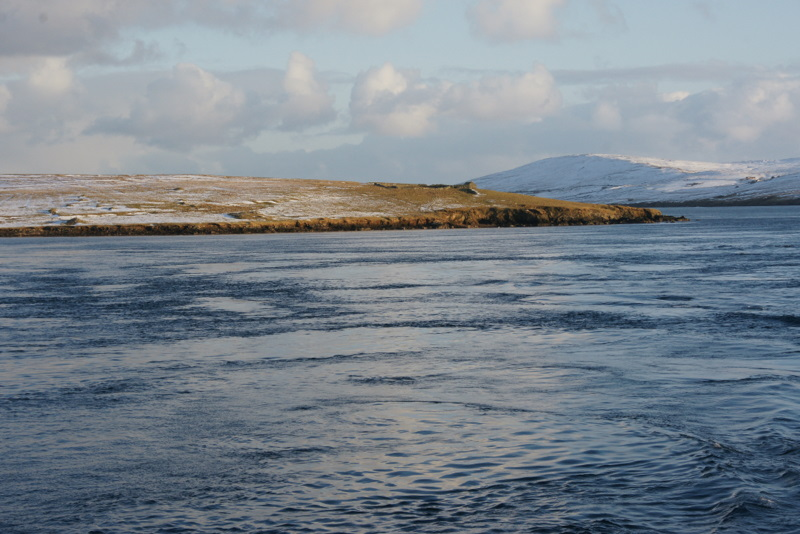
Остров Бигга в проливе Йелл-Саунд.

В проливе расположены небольшие необитаемые острова: Бигга, Ламба, Линга, Литтл-Ро, Литтл-Холм, Макл-Холм, Орфасей, Остров Бразер, Сэмфри, Фиш-Холм, Юнари.
Берег пролива изрезан небольшими заливами, бухтами, самая крупная из которых Саллом-Во в северной части Мейнленда.
К западным берегам пролива выходят склоны горы Ронас-Хилл — наивысшей точки Шетландских островов.
На острове Йелл на берегу пролива расположены деревни Барраво, Копистер, Улста, Уэст-Сэндуик. На острове Мейнленд на берегу пролива находятся деревни Брэй, Норт-Ро, Оллаберри, Тофт, Хамнаво.

## Экономика

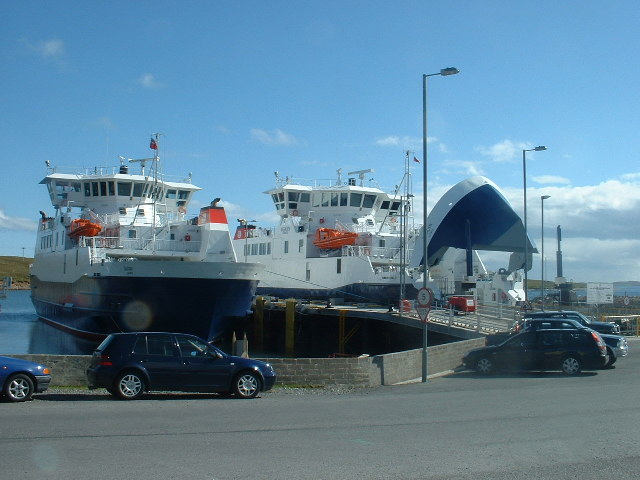
Паромная переправа в деревне Улста.

Пролив пересекает паромная переправа между деревнями Тофт и Улста.
На восточном берегу бухты Саллом-Во находятся нефтяной терминал «Саллом-Во» и аэропорт Скатста.